# Combate de arroyo El Bellaco
El Combate de arroyo El Bellaco fue un episodio de la Guerra de Independencia de la Argentina que tuvo lugar el 14 de enero de 1813 en la desembocadura del arroyo El Bellaco en el río Uruguay, en las cercanías de Gualeguaychú, Provincia de Entre Ríos, Argentina. Fue parte de las acciones defensivas de las poblaciones ribereñas del sur de la región Litoral argentina contra los ataques y saqueos realizados por barcos armados realistas españoles procedentes de Montevideo. 
Debido a que la mayor parte de las fuerzas militares de las Provincias Unidas del Río de la Plata se hallaban concentradas en el sitio de Montevideo y en el frente del Alto Perú, la defensa de las poblaciones ribereñas de los ríos Paraná y Uruguay quedó principalmente a cargo de compañías milicianas reclutadas entre los pobladores.
El arroyo El Bellaco (hoy más conocido como arroyo Bellaco) tiene su boca en las inmediaciones de la desembocadura del río Gualeguaychú, por su parte sur, unos 12 km al sudeste de la ciudad de Gualeguaychú. Forma un riacho que permite el ingreso de barcos pequeños desde la ensenada Bellaco en el río Uruguay.

## El combate
El 12 de enero de 1813 el comandante del escuadrón de milicias de Gualeguaychú, José Gutiérrez, fue informado por los guardias que vigilaban la boca del arroyo sobre que dos buques realistas habían fondeado en él para abastecerse de carbón vegetal. A la vez recibió informes de que en el puerto de Landa, ubicado un poco más al sur, fondeaban 5 barcos más.
Temiendo que se tratara de una expedición de saqueo a Gualeguaychú, Gutiérrez solicitó ayuda al comandante de la villa de Gualeguay, Juan Carlos Wright, y envió hacia la boca del arroyo una partida de 30 milicianos a las órdenes del teniente de la 1° Compañía de Milicias, José Ignacio González, y alférez de la 2° Compañía, Nazario Gómez. A ellos se le reunió otra partida al mando del comisionado Bacilio Galeano. 
El 14 de enero González se abstuvo de efectuar un ataque, debido a la escasez de municiones y recibió órdenes de esperar la llegada de más milicianos. Lo que ocurrió poco después, cuando se le reunieron el capitán de la 3° Compañía de Milicias, Gregorio Samaniego, con parte de sus hombres y el capitán José Santos Lima con 25 milicianos procedentes de Gualeguay.  
Una vez reunidas las fuerzas, atacaron por sorpresa logrando matar a 4 marineros realistas. Tres veleros artillados fueron abordados, entre ellos la goleta Nuestra Señora del Rosario. Fueron tomados 21 prisioneros, entre ellos 4 esclavos. Dos realistas lograron fugarse arrojándose al agua, mientras que entre las fuerzas milicianas no hubo bajas.
En el parte del combate que Gutiérrez dirigió al comandante general de los Partidos de Entre Ríos, Elías Galván, figura el detalle de los elementos tomados a los realistas:

Los tres son los siguientes. A saber la Goleta Nuestra Sra. del Rosario de 25 toneladas propiedad del gallego emigrado Domingo Biscaya con dos cañones de á 4, 14 balas de este calibre, otros tantos sacos de metralla y 8 fusiles cuyos enseres se detallan en la licencia que trahia el patron de este buque. Otro de dos palos perteneciente al gallego Vidal quien hacia de amo y patron de él segun consta de las declaraciones de los prisioneros con dos cañones de 8, 16 balas de igual calibre 6 bolsas de metralla, y 5 fusiles. Una balandra con un cañon de á 12, 11 balas correspondientes 6 bolsas de metralla y 6 fusiles. Los prisioneros que quedan en este quartel son 17, de los quales hay 3 gravemente heridos: 4 negros esclavos tomados; entre estos aseguran que los muertos fueron 6 contando con 2 que se precipitaron al Uruguay, y que probablemente han perecido: por nuestra parte no ha habido la menor desgracia (...)
Parte del combate emitido por José Gutiérrez el 20 de enero de 1813.

Una bandera tomada en la acción fue colocada en la iglesia de San Antonio en Gualeguay, dedicada a su patrono como trofeo de las armas de la patria.